# Galarsan-Gorarsan
Fortaleza de Galarsan-Gorarsan (en azerí: Gələrsən-Görərsən) es una fortaleza de la Edad Media, cuyas ruinas quedan en la costa del río de Kish, a unos cuatro kilómetros de la ciudad de Shaki, en la cima de la montaña Garatepe, en Azerbaiyán.
La construcción de la fortaleza se remonta a los siglos VIII-IX. Gelersen-Gorersen se consolidó a fondo y se utilizó para la defensa. En la traducción de la lengua azerí el nombre de la fortaleza significa "vendrá-verá".